# Lobito
Lobito er en by i den vestlige del af Angola med et indbyggertal på ca. 436.467 (2018) indbyggere.
Byen ligger på landets atlanterhavskyst nord for floden Catumbelas udmunding. Den ligger i provinsen Benguela.